# Mezinárodní letiště Inčchon
Mezinárodní letiště Inčchon (korejsky 인천 국제 공항 – Inčchŏn kukče konghang, anglicky Incheon Gukje Gonghang, IATA: ICN, ICAO: RKSI) je největší letiště v Jižní Koreji. Bylo zprovozněno v roce 2001.

## Další informace
Leží na ostrově poblíž třetího největšího jihokorejského města Inčchonu, ale fakticky slouží zejména jako hlavní letiště celé aglomerace hlavního města Soulu a jako přestupní uzlové letiště. Zároveň je jedním z největších a nejrušnějších letišť na světě. Od společnosti Airports Council International bylo v letech 2005-2012 oceněňováno za nejlepší letiště po celém světě. Letiště má vlastní golfové hřiště, lázně, soukromé ložnice, kluziště, kasino, vnitřní zahrady a muzeum korejské kultury. Odbavení po příletu trvá 12 minut a odbavení při odletu trvá 16 minut, což je vysoko nad standardy, které trvají 45-60 minut.
Nachází se 48 km západně od Soulu, který je hlavním a největším městem Jižní Koreje. Letiště slouží jako hlavní letiště pro společnosti Korean Air, Asiana Airlines a Polar Air Cargo. Je jedním z hlavních letišť pro mezinárodní civilní leteckou a nákladní dopravu ve východní Asii. Dle statistik z roku 2018 je Inčchon čtvrté nejrušnější letiště v nákladní dopravě, šestnácté nejrušnější letiště v osobní dopravě (68 milionů cestujících).